# Тюлен на Уедъл
Тюленът на Уедъл (Leptonychotes weddellii) е вид бозайник от семейство Същински тюлени (Phocidae), единствен представител на род Leptonychotes.

## Разпространение и местообитание
Разпространен е в Антарктида и Южна Джорджия и Южни Сандвичеви острови.